# Клімеуць (Румунія)
Клімеуць, Клімеуці (рум. Climăuți) — село у повіті Сучава в Румунії. Входить до складу комуни Мушеніца.
Село розташоване на відстані 392 км на північ від Бухареста, 42 км на північний захід від Сучави. Неподалік від села розташований пункт пропуску на кордоні з Україною Климоуці—Біла Криниця.

## Географія
Через село тече річка Мойсе, ліва притока Русулуя.

## Історія
За переписом 1900 року в селі було 317 будинків, проживали 1455 мешканців: 1320 липованів, 71 українець, 7 румунів, 19 євреїв і 28 німців.

## Населення
За даними перепису населення 2002 року у селі проживали 515 осіб.
Національний склад населення села:
| Національність   | Кількість осіб | Відсоток |
| ---------------- | -------------- | -------- |
| росіяни-липовани | 468            | 90,9 %   |
| румуни           | 34             | 6,6 %    |
| українці         | 13             | 2,5 %    |

Рідною мовою назвали:
| Мова       | Кількість осіб | Відсоток |
| ---------- | -------------- | -------- |
| російська  | 468            | 90,9 %   |
| румунська  | 34             | 6,6 %    |
| українська | 13             | 2,5 %    |